# 리오 펜

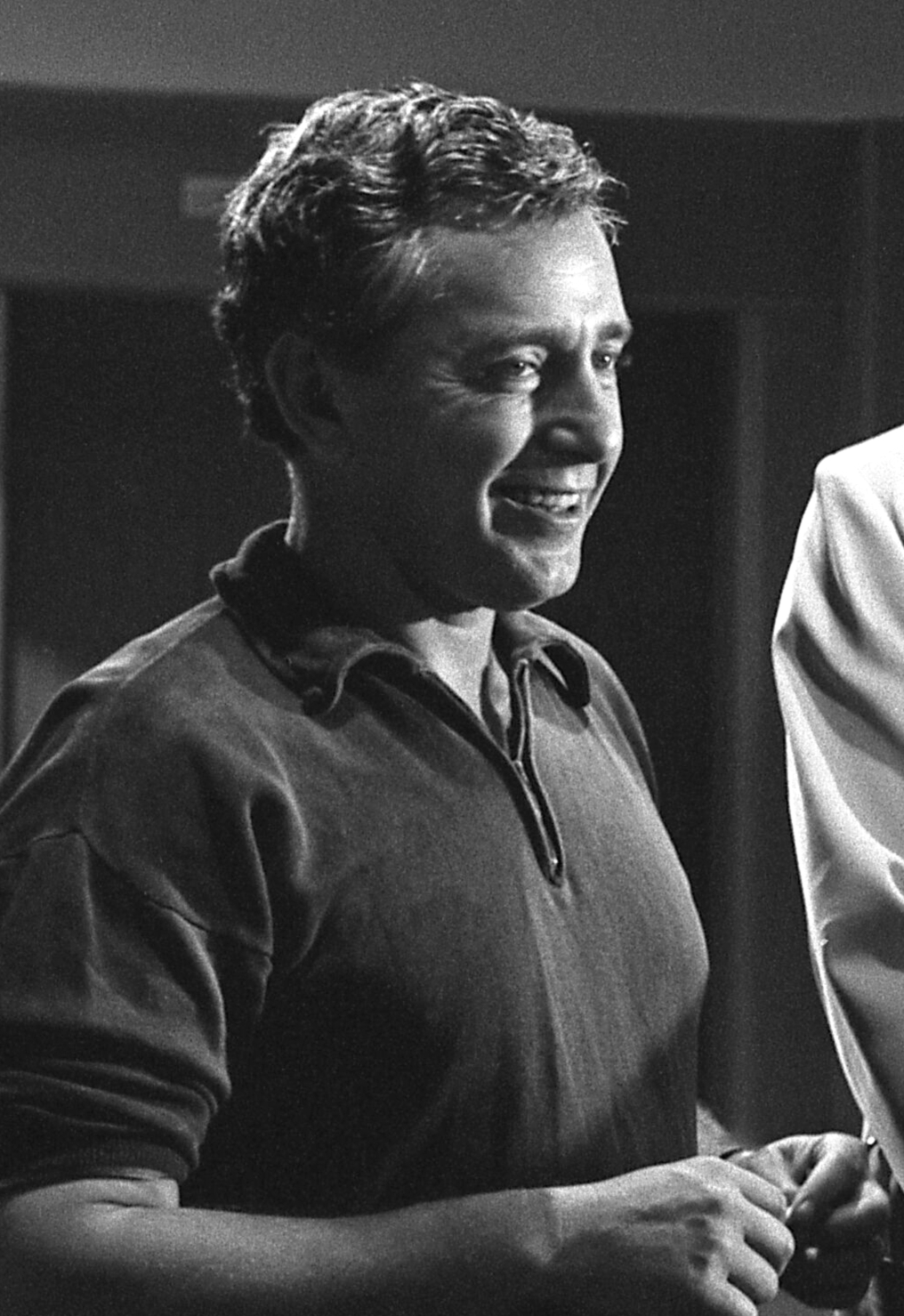

리오 펜(Leo Penn, 1921년 8월 27일 ~ 1998년 9월 5일)는 미국의 배우, 영화 감독, 각본가, 영화 제작자이다.
로렌스에서 태어났으며 로스앤젤레스에서 사망하였다. 사인은 폐암이다.

## 출연 작품
- 단두대 (1989년)
- North Beach and Rawhide (1985)
- 와일드 라이프 (1984년)
- 내일은 태양 (1981년)
- 어느날 갑자기 (1979년)
- 애덤이라 불리는 남자 (1966년)
- 버드맨 오브 알카트라즈 (1962년)
- 벤 케이시 (1961년)
- 낫 원티드 (1949년)
- 더 베스트 이어스 오브 아워 리브스 (1946년)

### 텔레비전
- 닥터슬론 (1993년)
- 쾌걸 매버릭 (1981년)
- 스튜디오 원 (1948년)
- In the Heat of the Night (1988-92)
- 보난자 (1959년)
- 딜론 보안관 (1955년)
- 소머즈 (1976년)
- 초원의 집 - TV 시리즈 (1974년)
- 코작 (1973년)
- 명탐정 바나비 존즈 (1973년)
- 닥터 웰비 (1969년)
- 하와이 5-0수사대 (1968년)
- 부부 탐정 (1979년)
- 매그넘 P.I. (1980년)